# Oggetti non stellari nella costellazione dell'Orsa Minore
Principali oggetti non stellari presenti nella costellazione dell'Orsa Minore

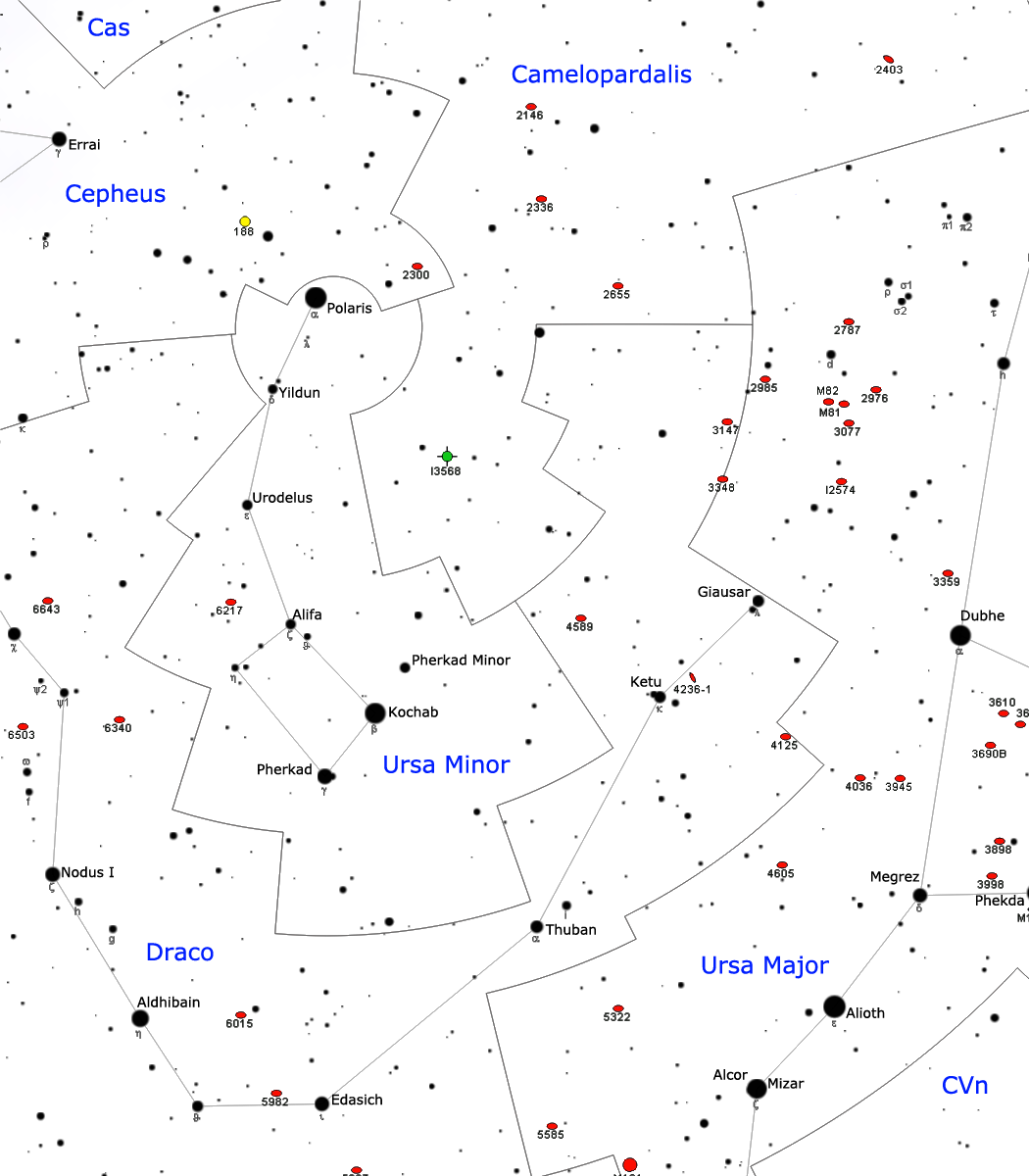
Mappa della costellazione dell'Orsa Minore.

## Nebulose diffuse
- Integrated Flux Nebulae
- Sh2-178

## Galassie
- Galassia Nana dell'Orsa Minore
- Polarissima Borealis
- NGC 6048
- NGC 6068
- NGC 6217